# Smidary
Smidary (en allemand : Smidar) est une commune du district de Hradec Králové, dans la région de Hradec Králové, en République tchèque. Sa population s'élevait à 1 527 habitants en 2022.

## Géographie
Smidary se trouve à 6 km au nord de Nový Bydžov, à 27 km à l'ouest-nord-ouest de Hradec Králové et à 78 km à l'est-nord-est de Prague.
La commune est limitée par Vysoké Veselí et Staré Smrkovice au nord, par Ohnišťany et Myštěves à l'est, par Králíky, Skřivany, Sloupno et Starý Bydžov au sud, et par Vinary et Sběř à l'ouest.

## Histoire
La première mention écrite de la localité date de 1406.

## Administration
La commune se compose de cinq sections :
- Smidary
- Červeněves
- Chotělice
- Křičov
- Loučná Hora

## Galerie

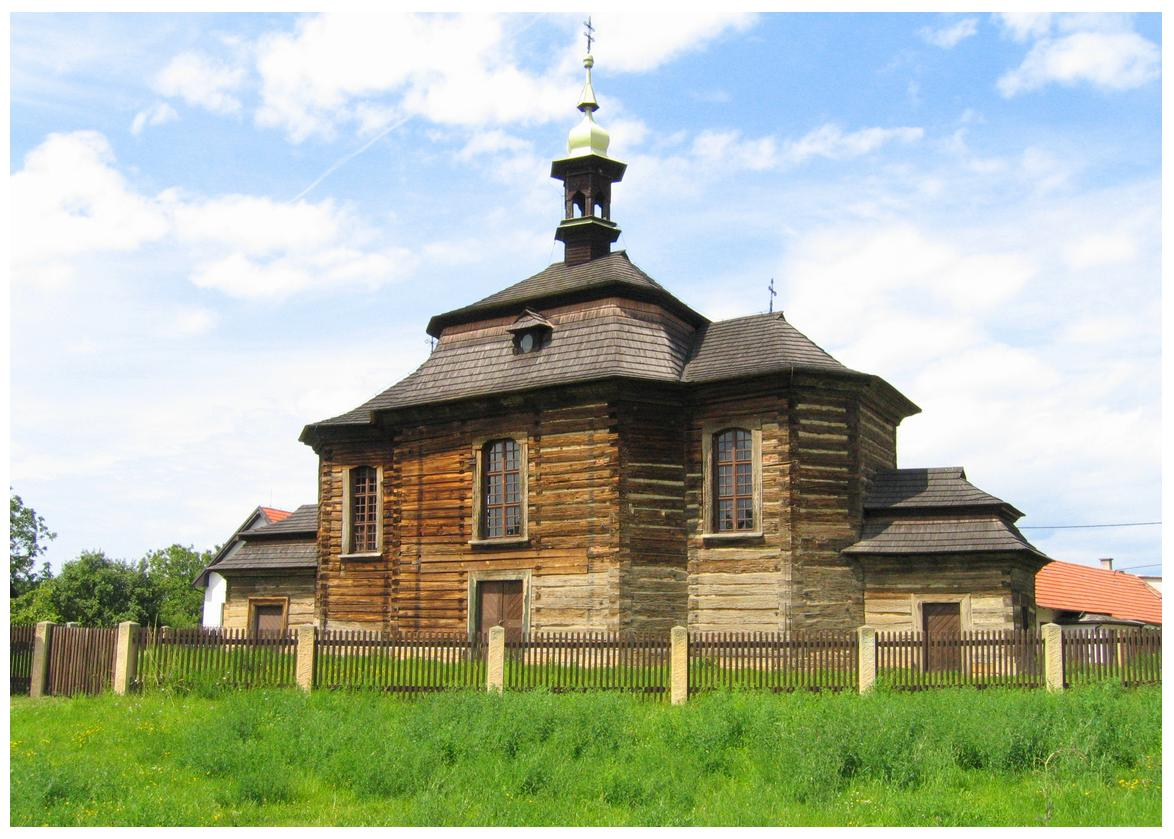
Loučná Hora : église Saint-Georges.
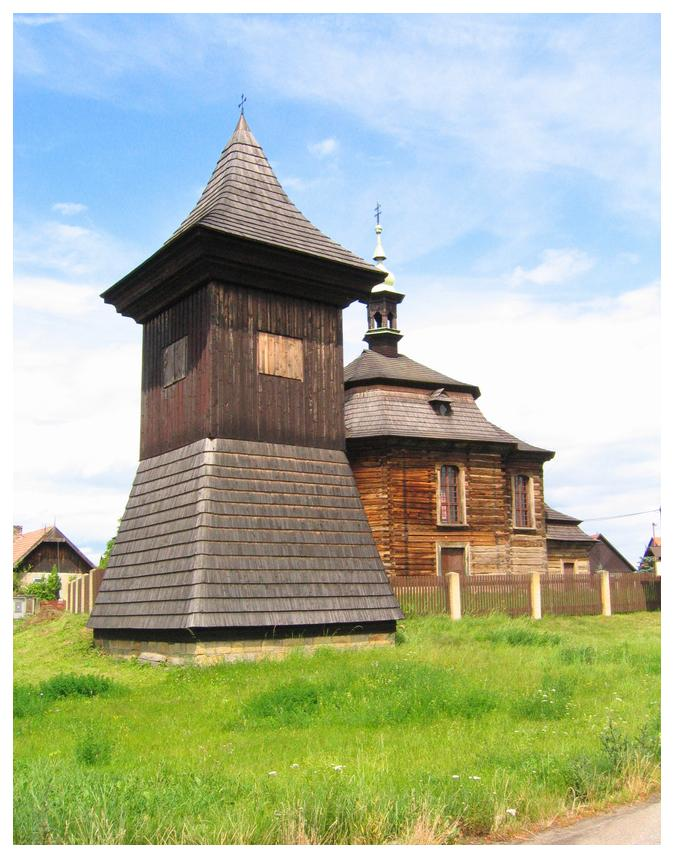
Clocher de l’église Saint-Georges.

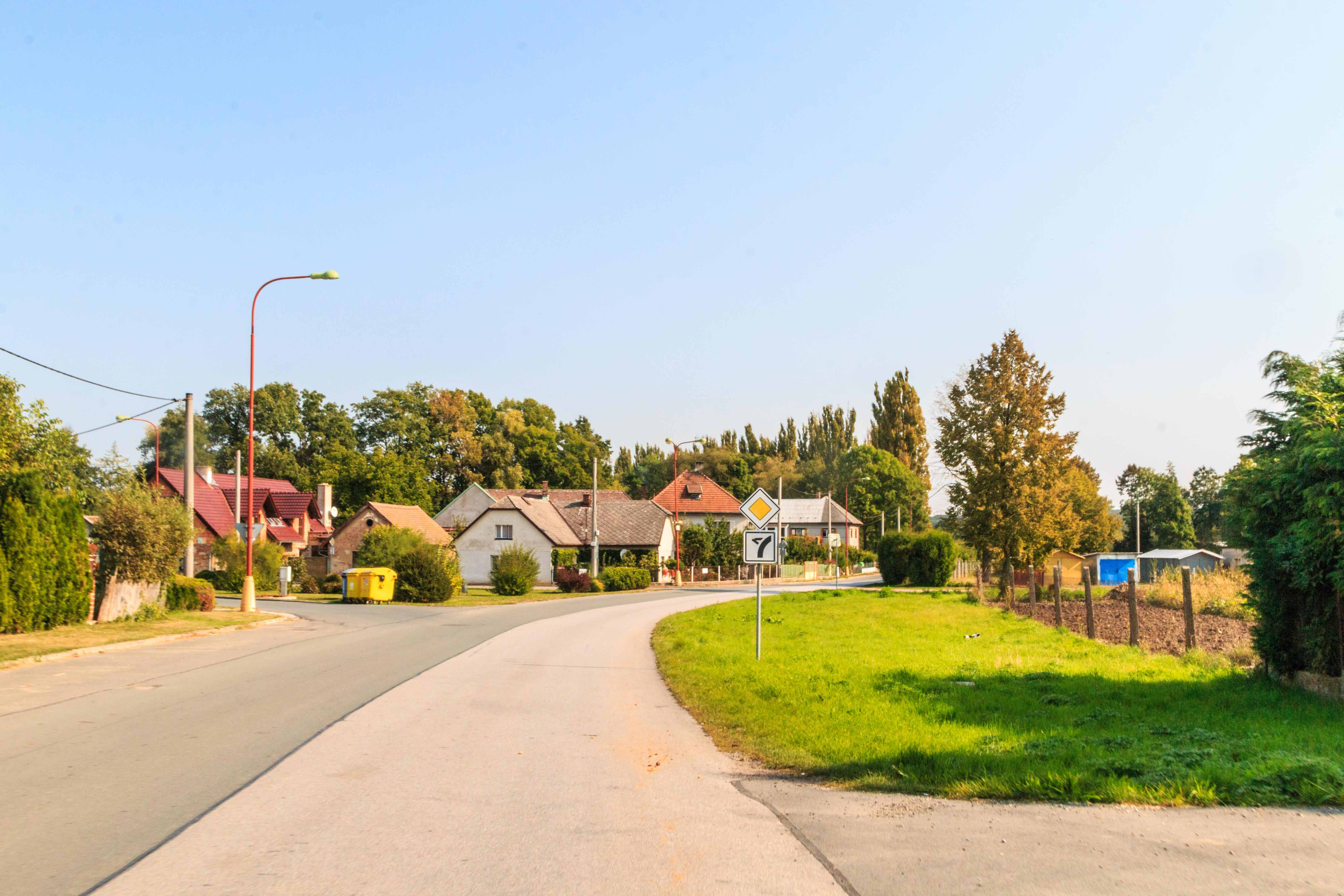
Smidary : rue Nádražní.
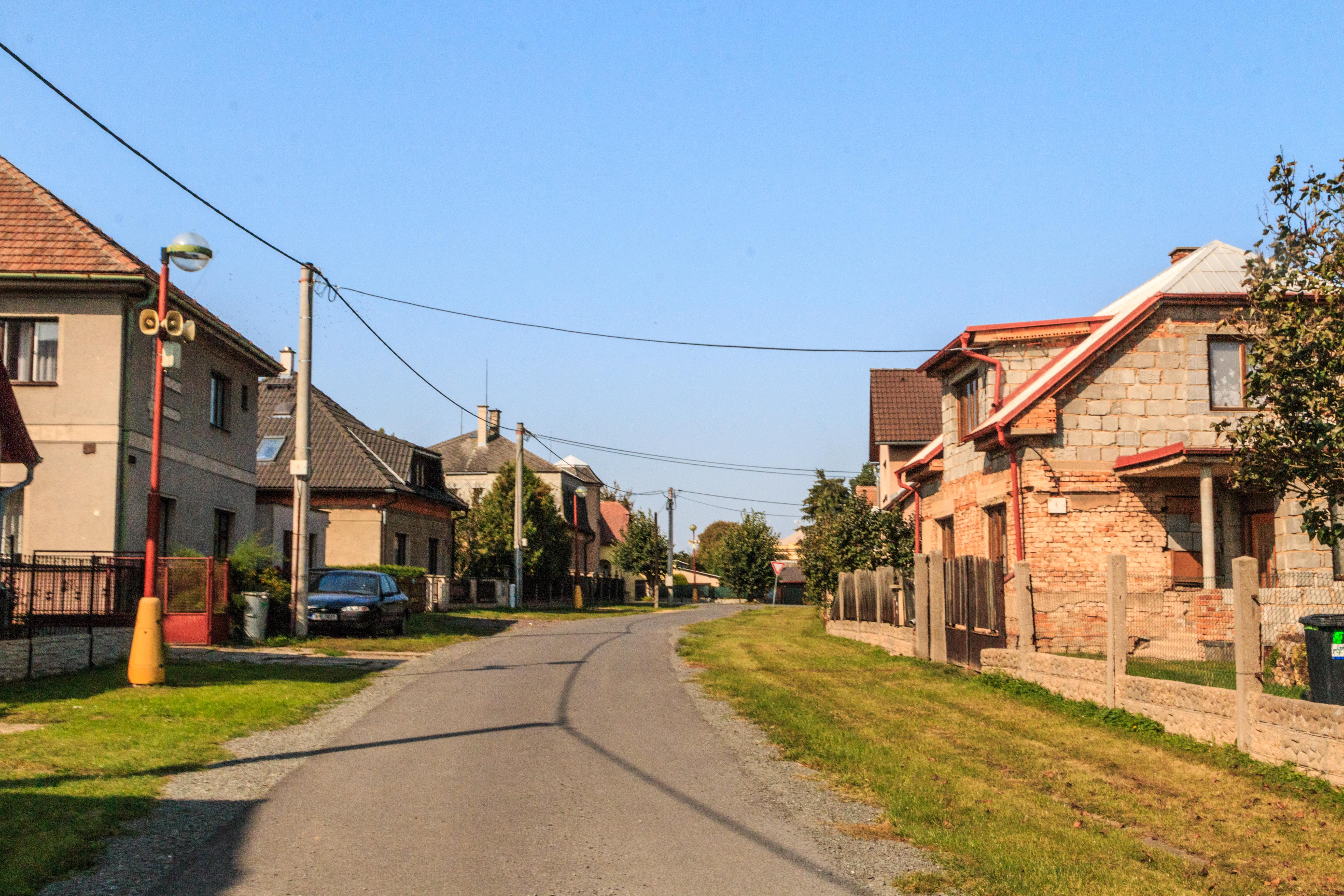
Smidary : rue Dalesov.

## Transports
Par la route, Smidary se trouve à 6,5 km de Nový Bydžov, à 24 km de Jičín, à 35 km de Hradec Králové et à 99 km de Prague. 